# Темпль (Львов)
Темпль — здание реформистской синагоги «Хейхал ха-неорим» во Львове (современная Украина), существовавшее с 1843—1846 до разрушения в период гитлеровской оккупации в 1941 году. Находилась на площади Старый рынок, на Жолковском (Краковском) предместье.
Идея строительства реформистской синагоги была высказана адвокатом Эммануэлем Блюменфельдом в 1840 году. Первоначально планировалось строительство на площади Стрелецкой (ныне площадь Данила Галицкого), однако в связи с протестами представителей близлежащего бенедиктинского монастыря, строительство было перенесено вглубь Краковского предместья, на Старый рынок. Эта площадь в княжеском Львове была центром торговли и общественной жизни окольного города, но в последующем постепенно утратила эти функции.
4 июля 1843 года австрийское наместничество передало общине участок под застройку. Темпль был возведён в 1843—1846 годах по проекту архитектора Левицкого; образцом послужила Городская синагога в Вене. Строительством руководил архитектор Ян Зальцман.
Церемония освящения новой синагоги состоялась 18 сентября 1846. С синагогой была связана деятельность известных львовских раввинов: Абрагама Кона, Ехескела Каро, Бернарда Лёвенштейна и Ехескела Левина.
Темпль был полностью уничтожен вскоре после вступления германских войск во Львов в 1941 году. По окончании войны его уже не отстраивали. В 1990-е годы на месте львовского темпля был установлен памятный обелиск.

## Галерея

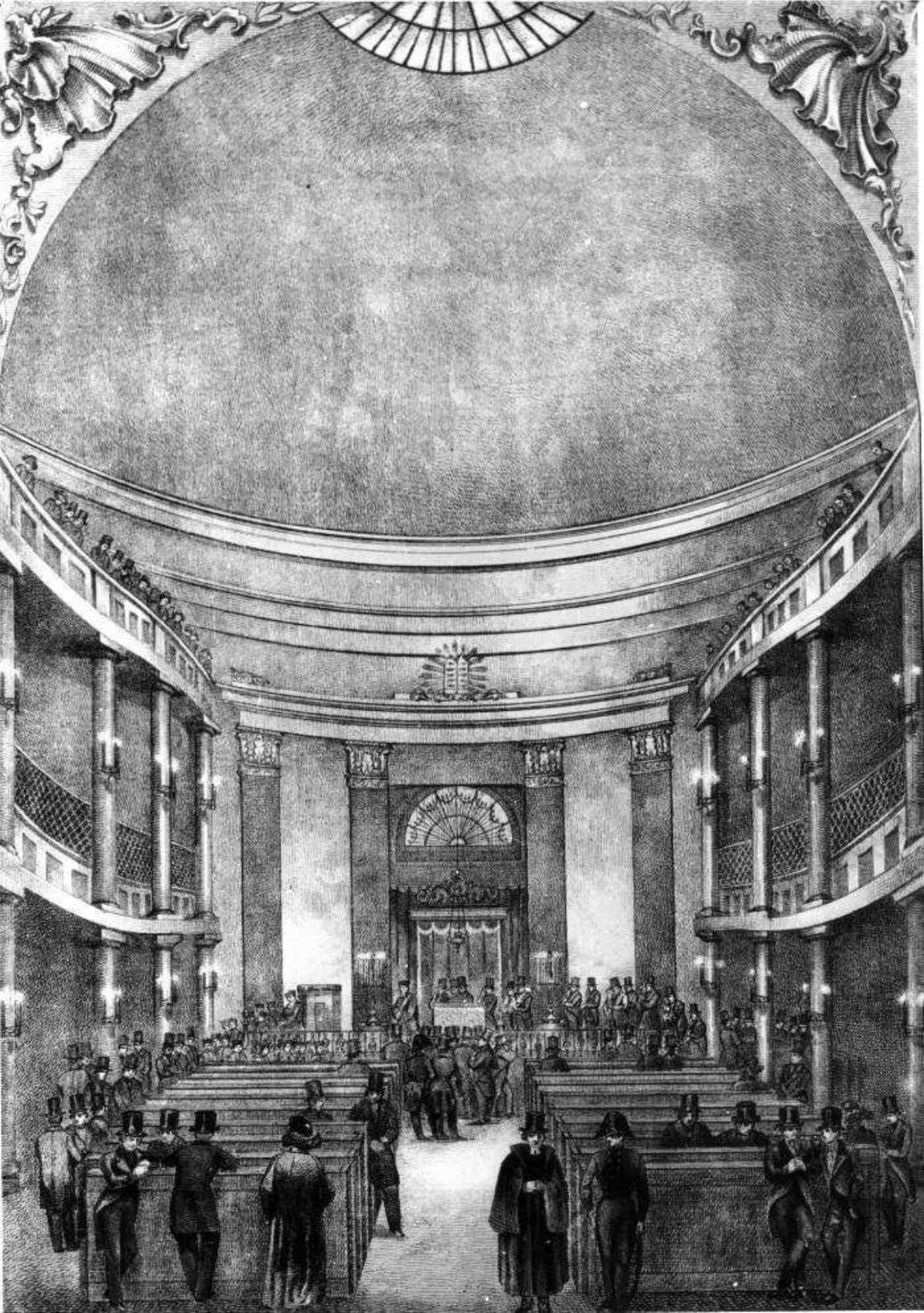
Литография 1846 г.
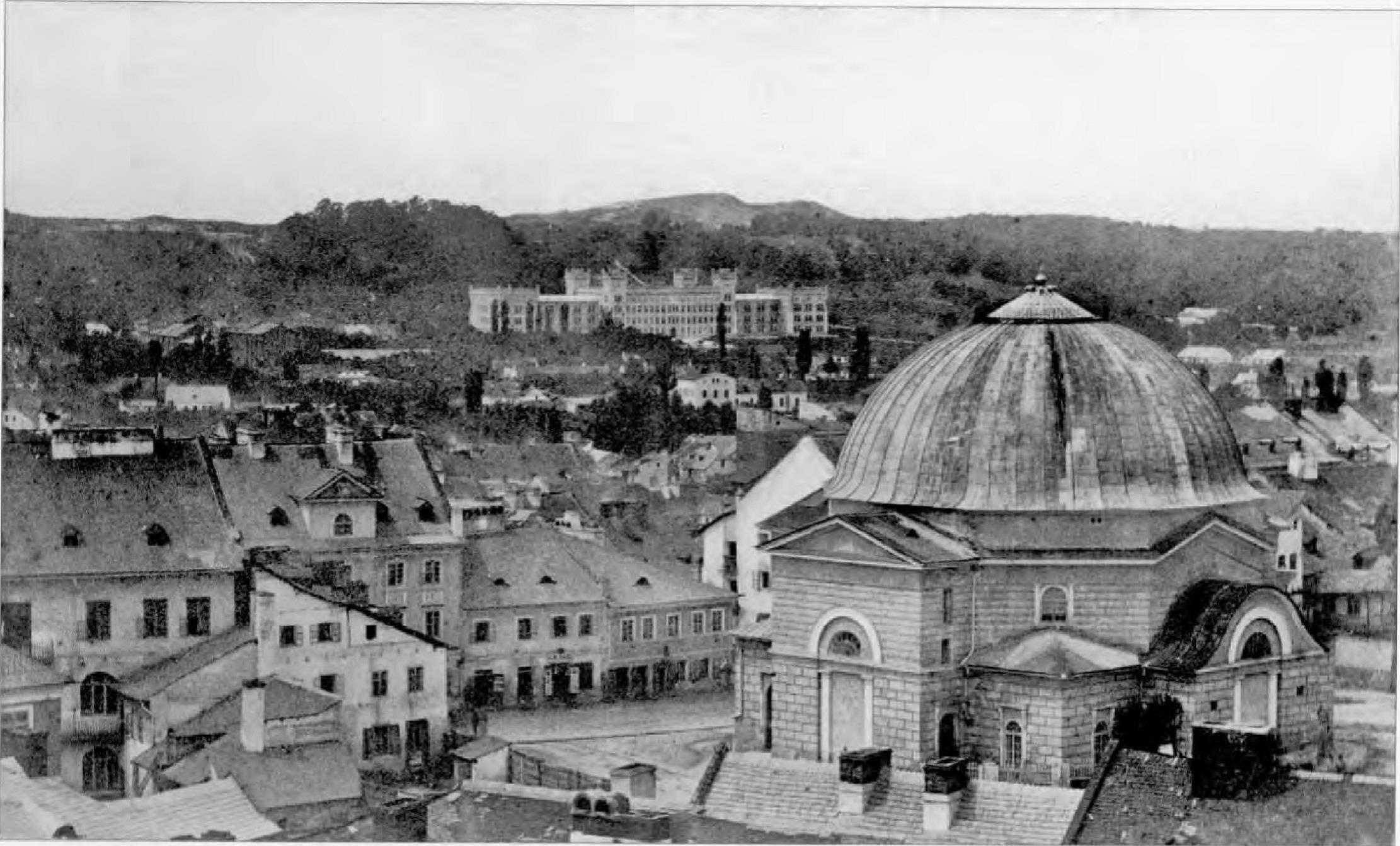
Самое раннее фото синагоги Темпель
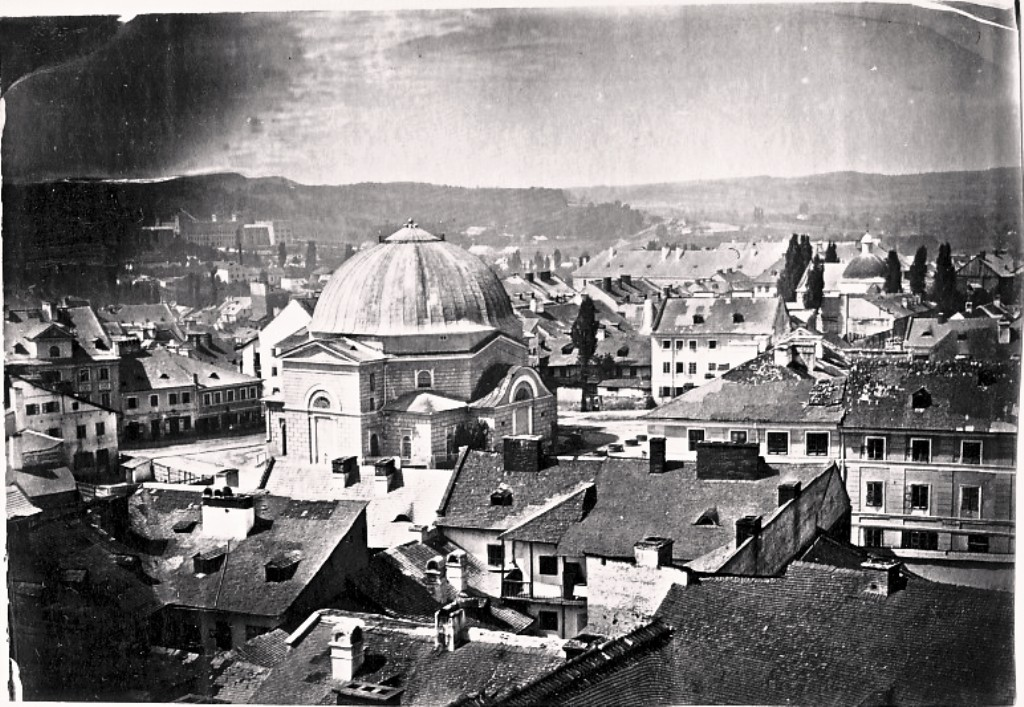
Синагога Темпль на пл.Старый Рынок, 1862 г.
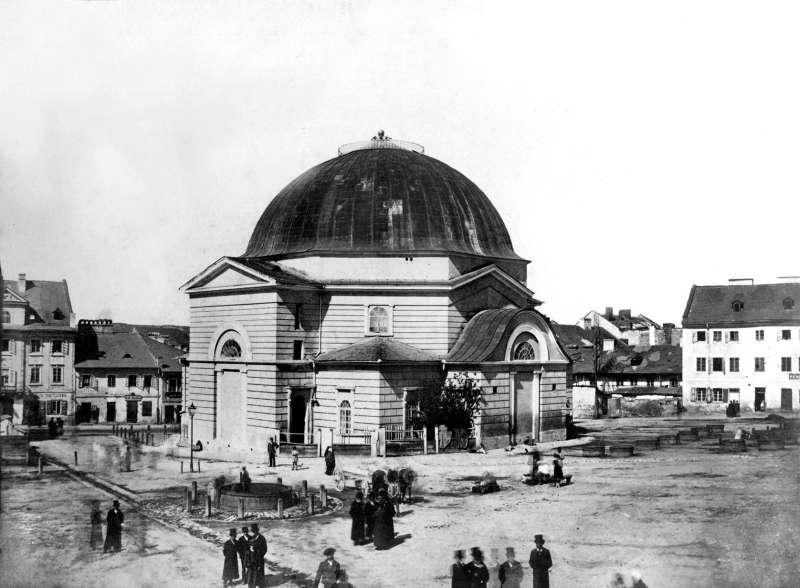
Синагога Темпль в 1863 г.
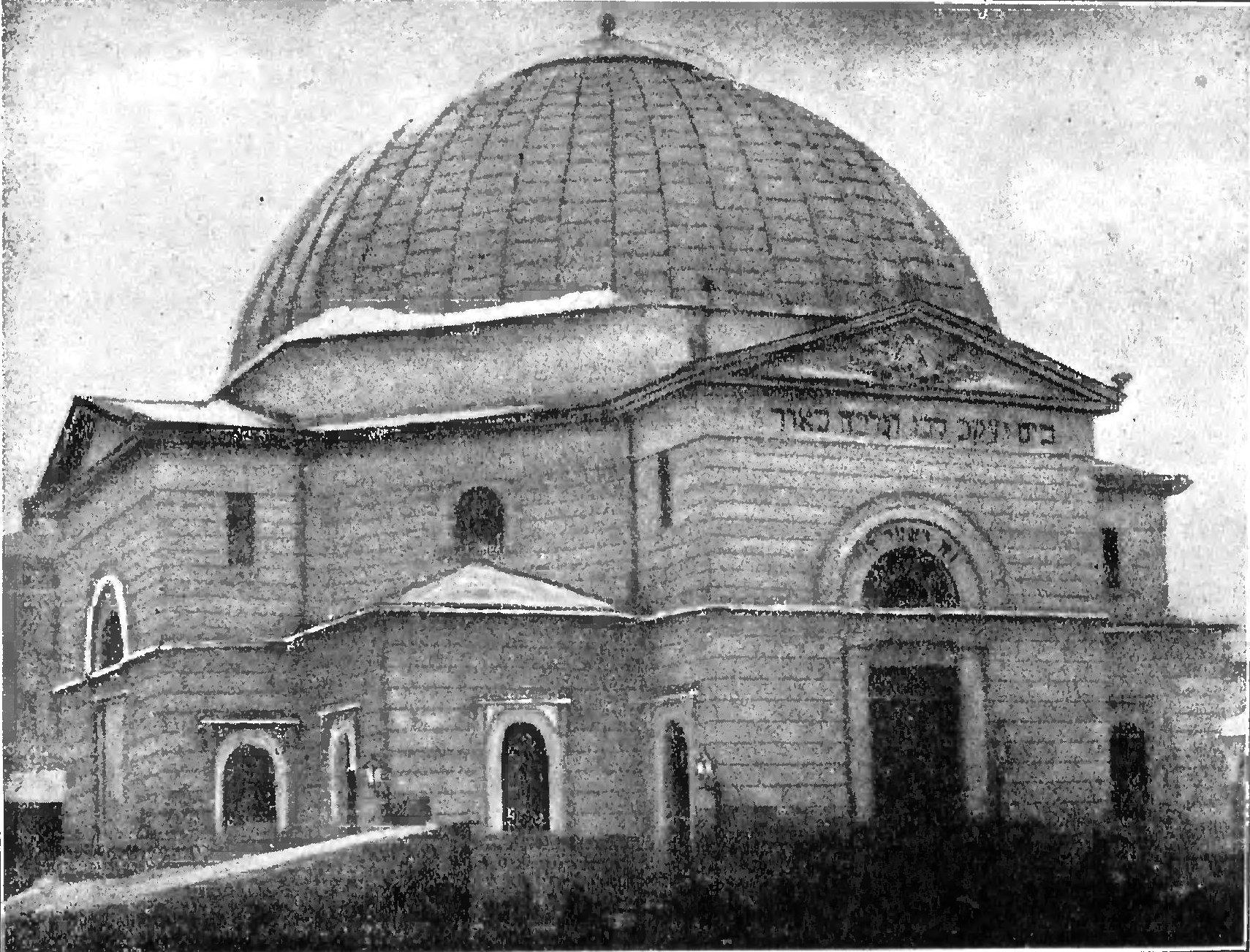
1907 г.
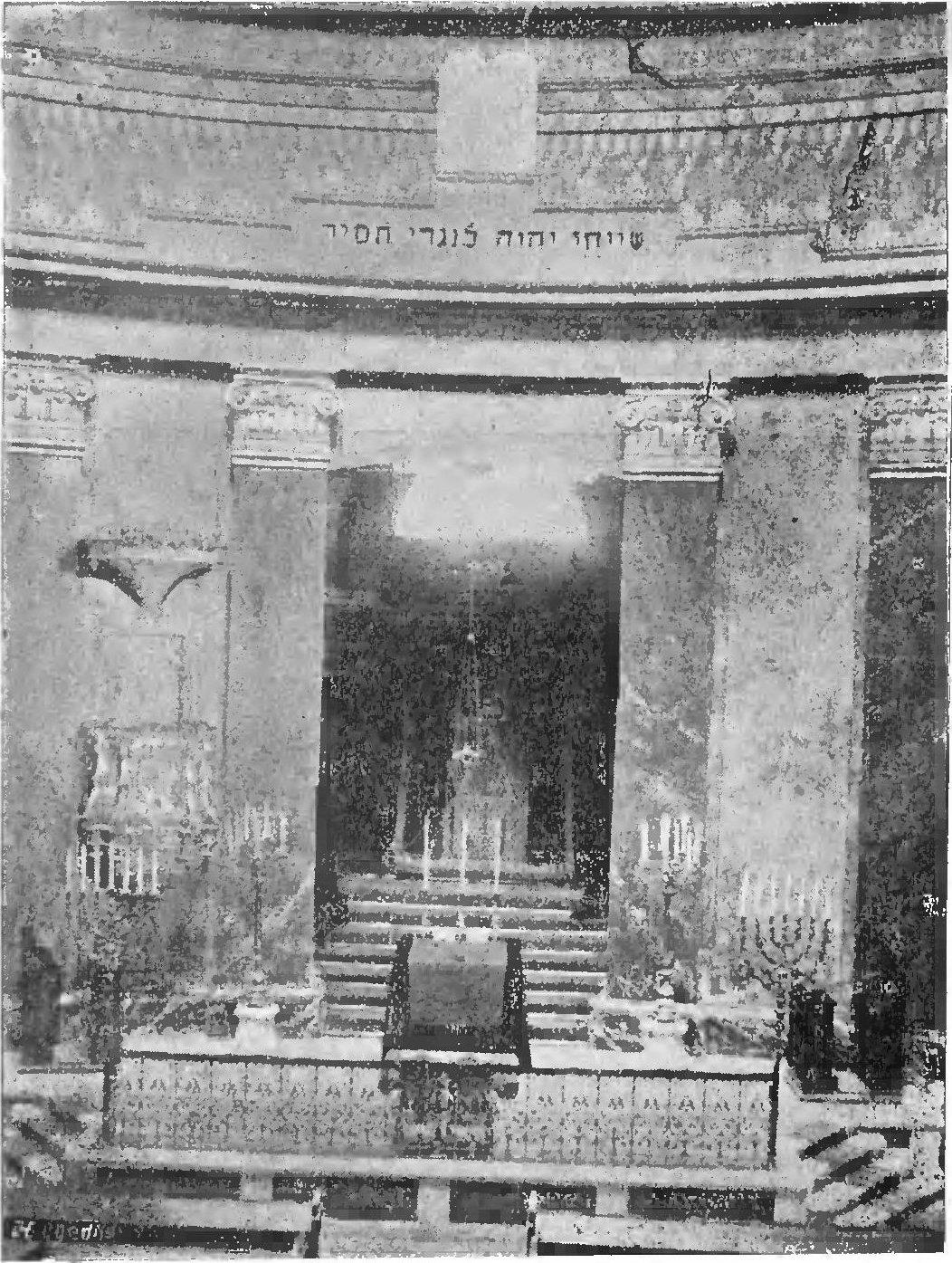
Интерьер, 1907 г.
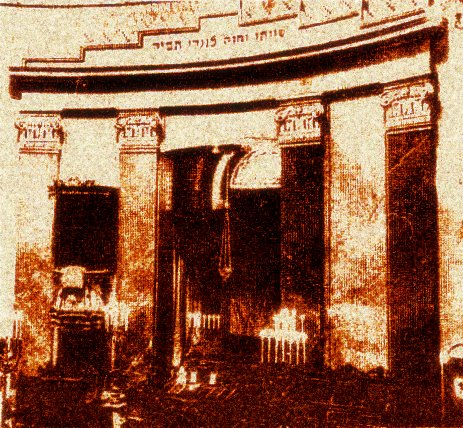
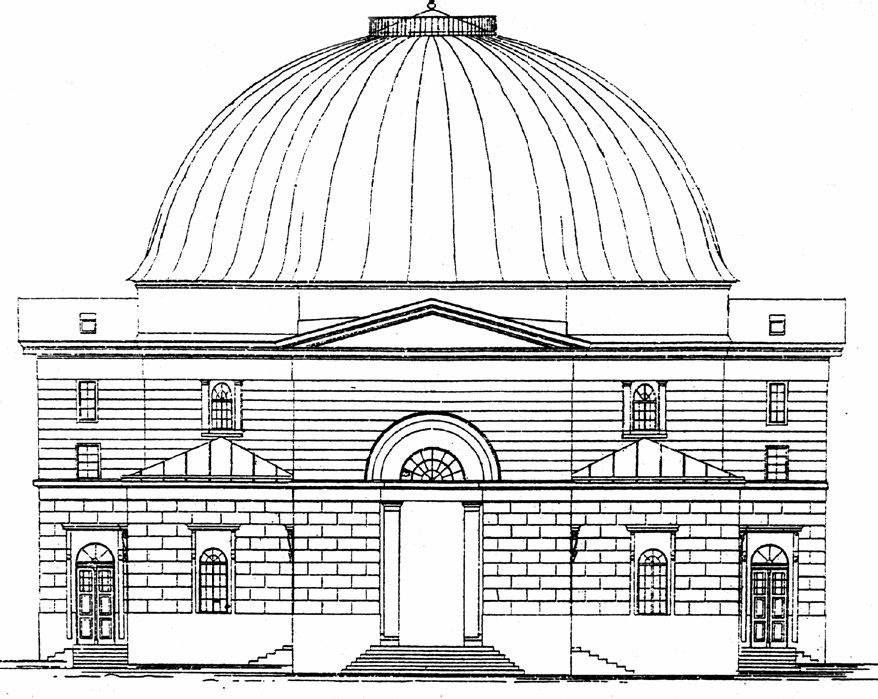
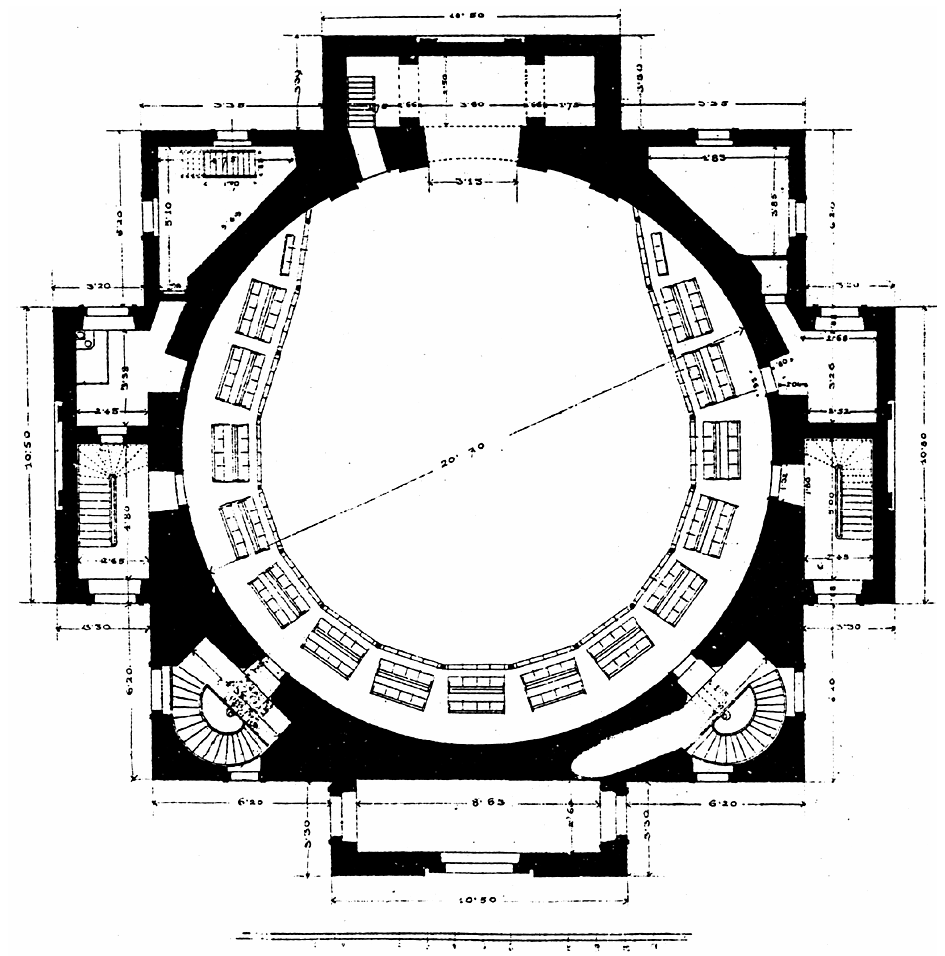
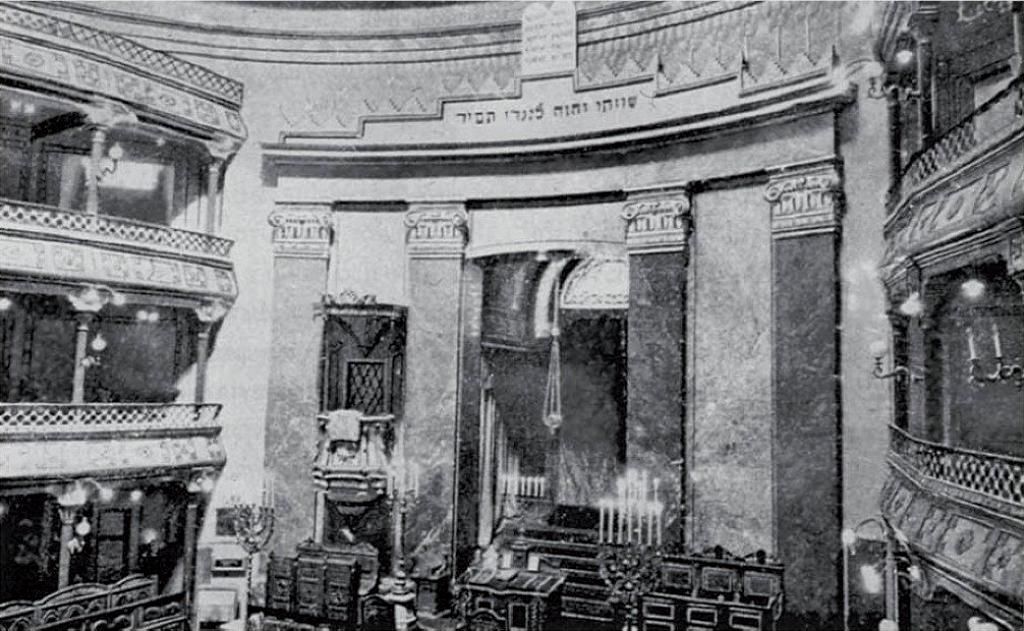
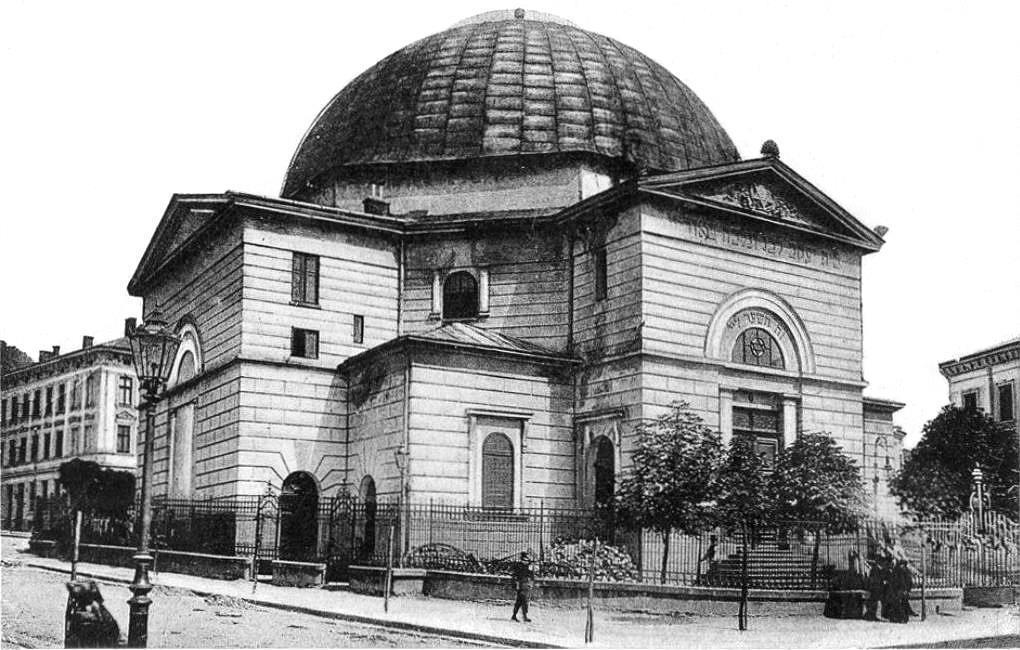
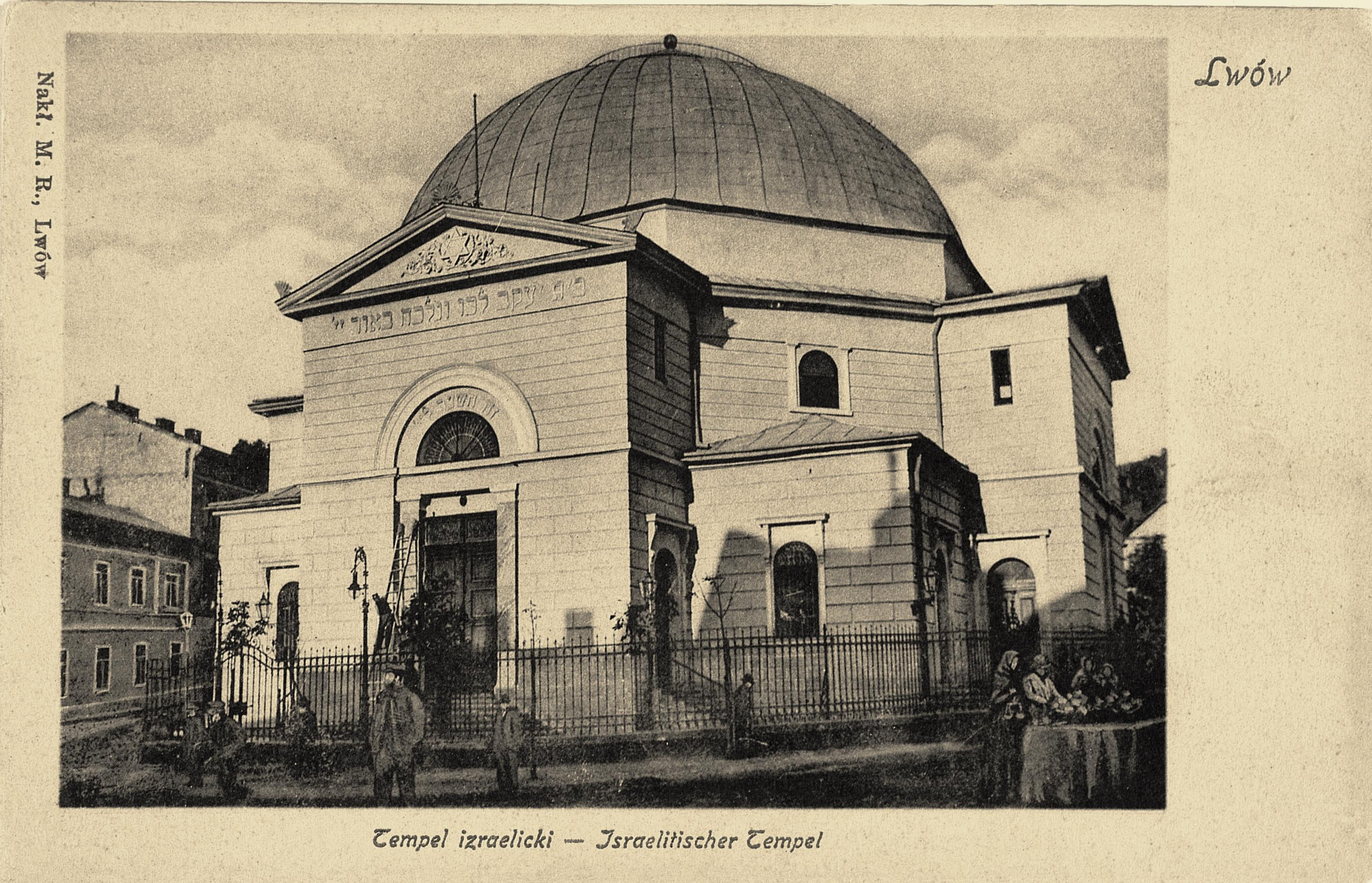
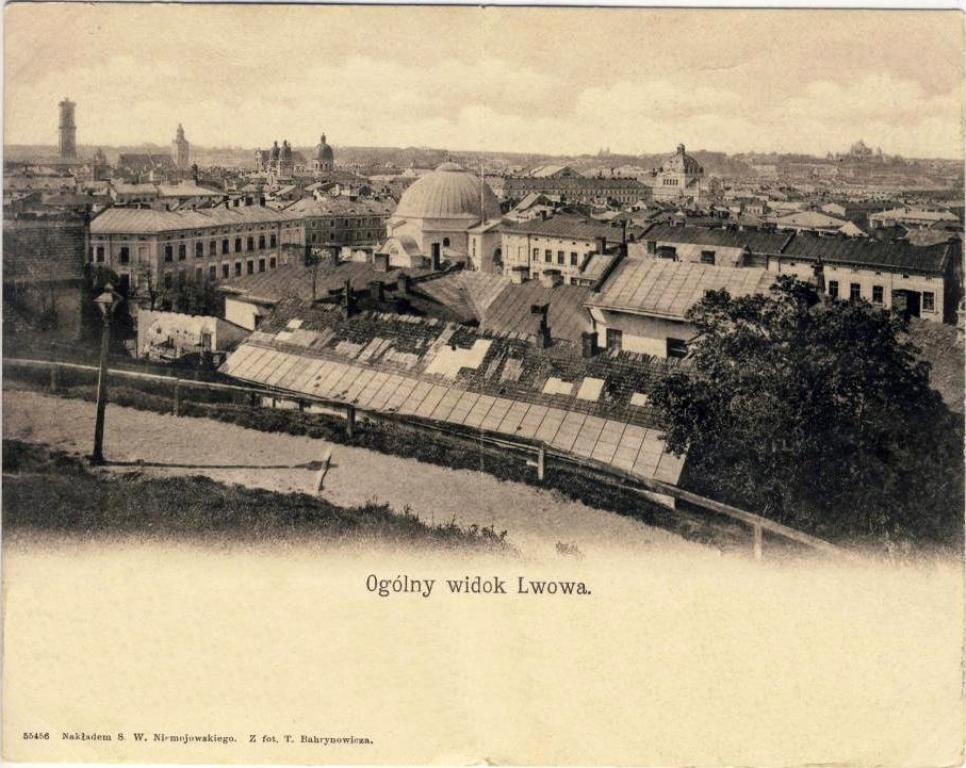
Вид на Краковское предместье и синагогу Темпль
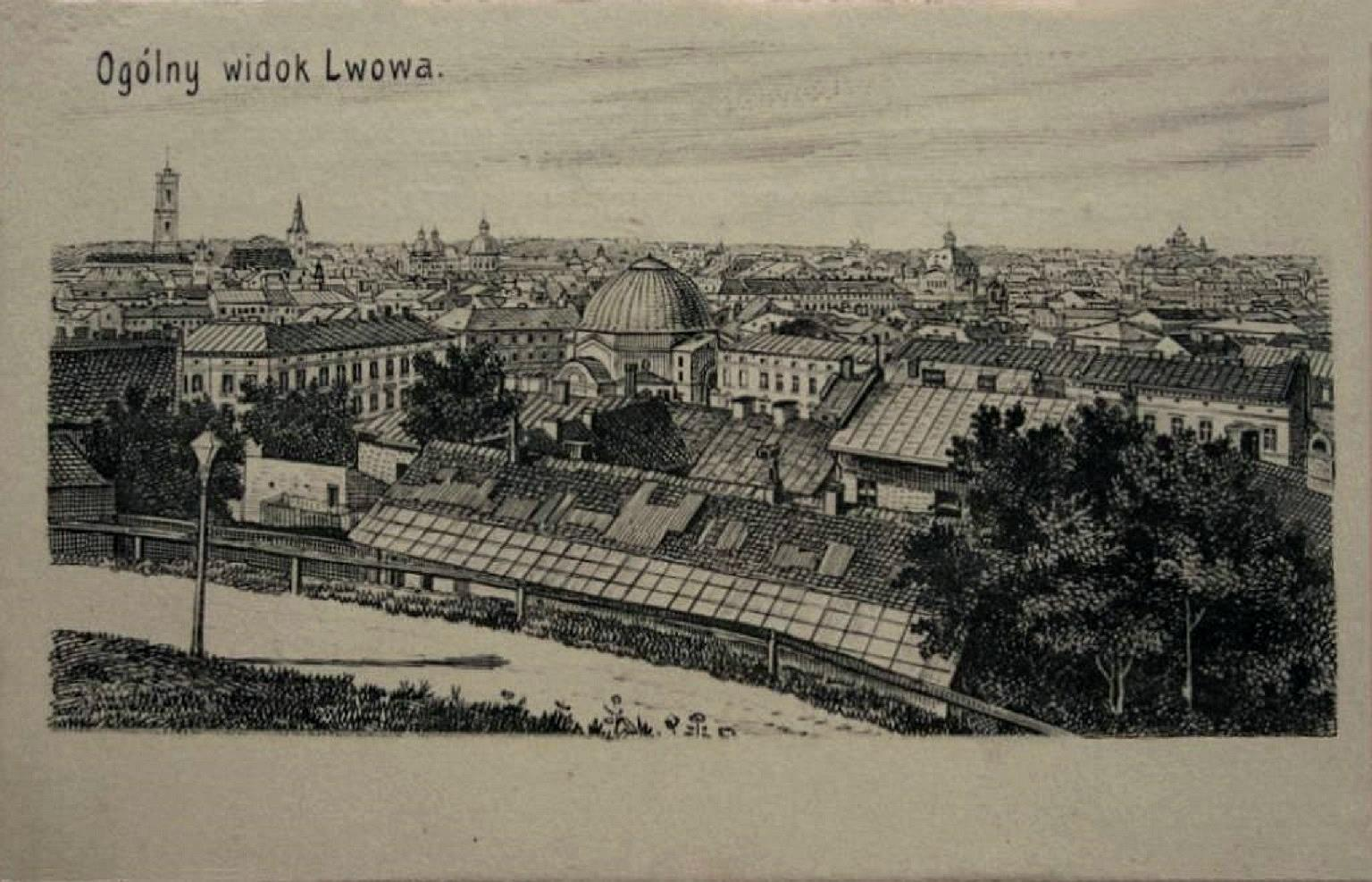
Вид на Краковское предместье и синагогу Темпль
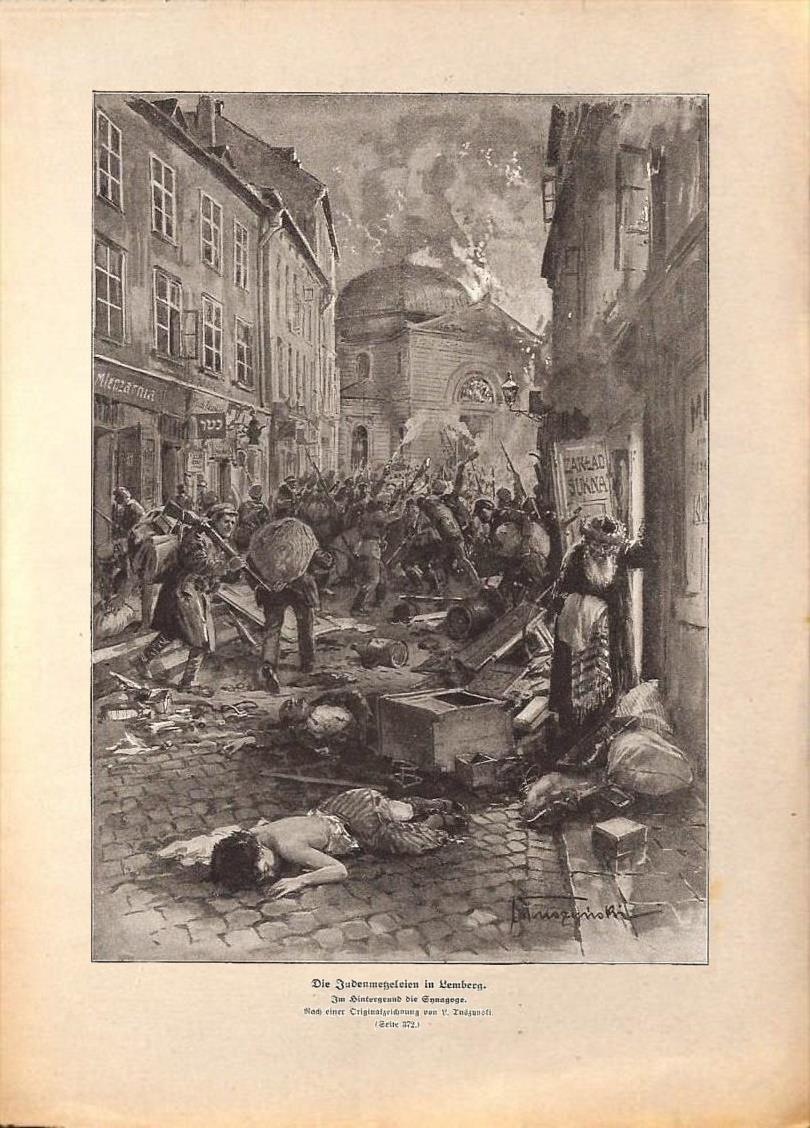
Горящий Темпль во время погрома 1914 г.
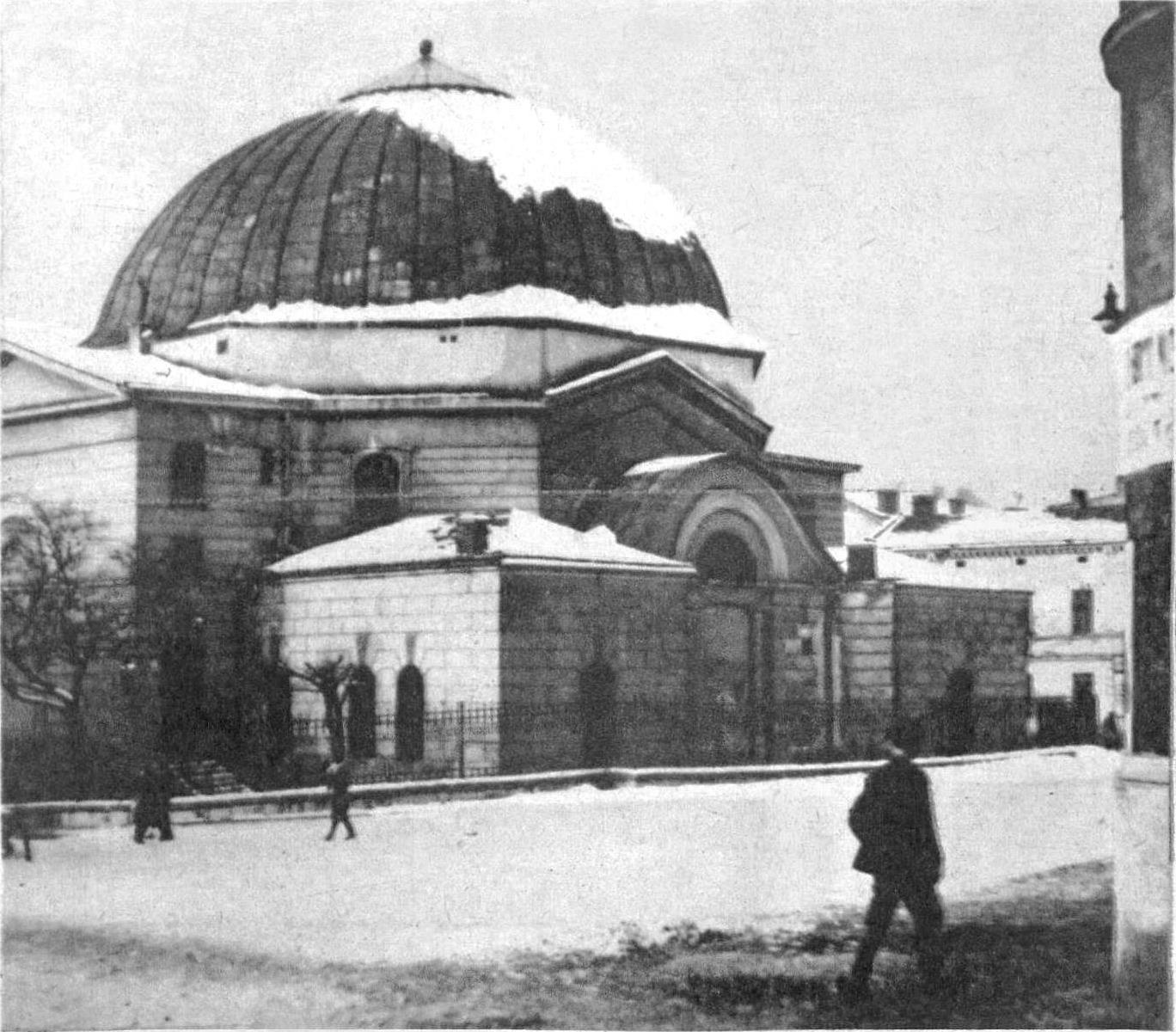
Декабрь 1931 г.
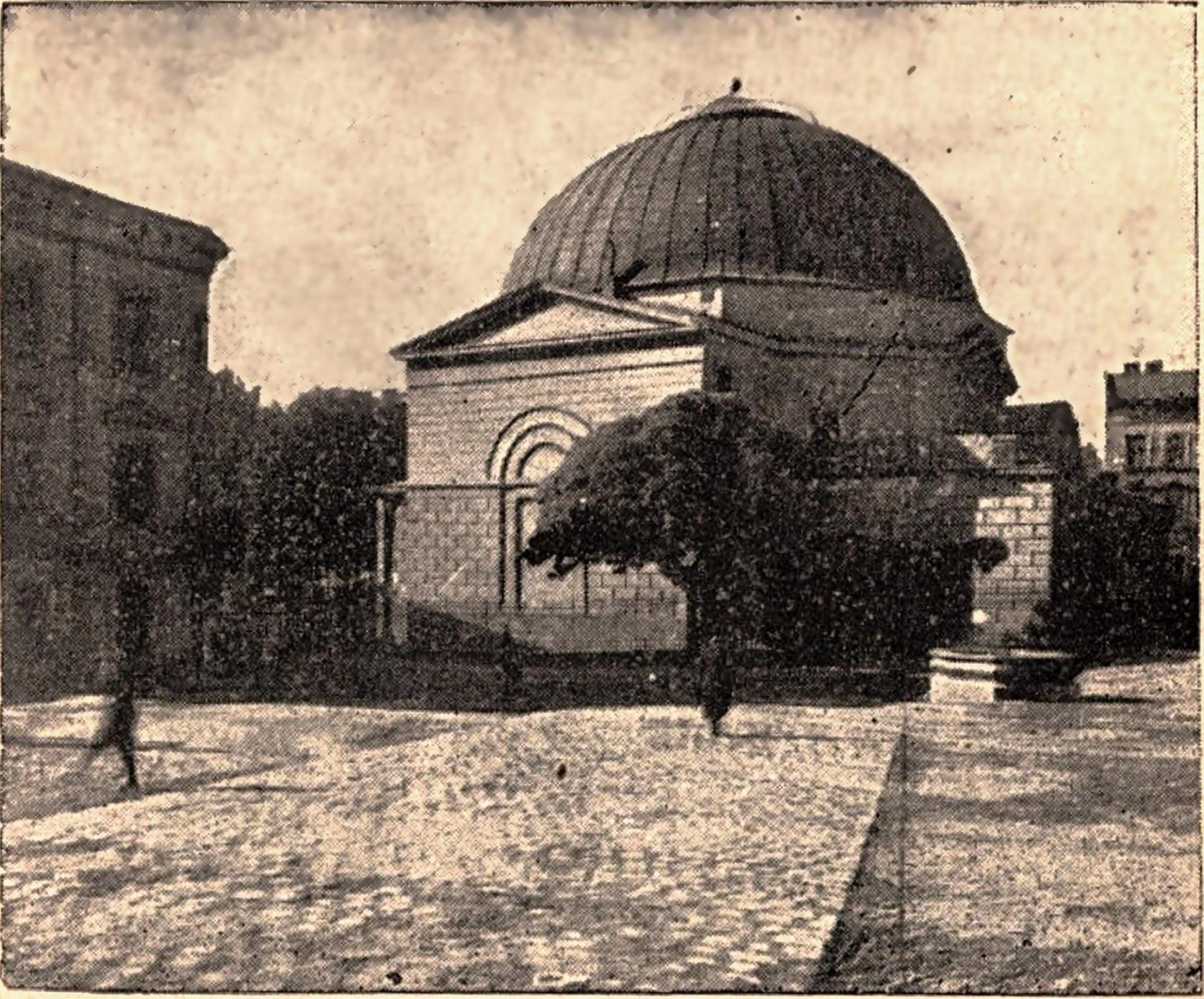
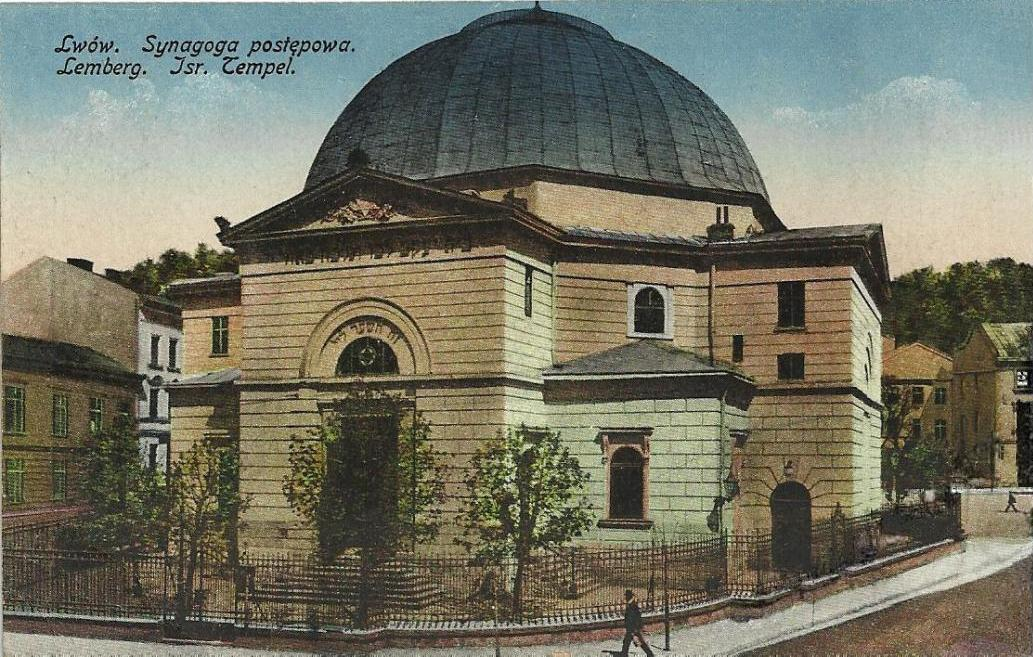
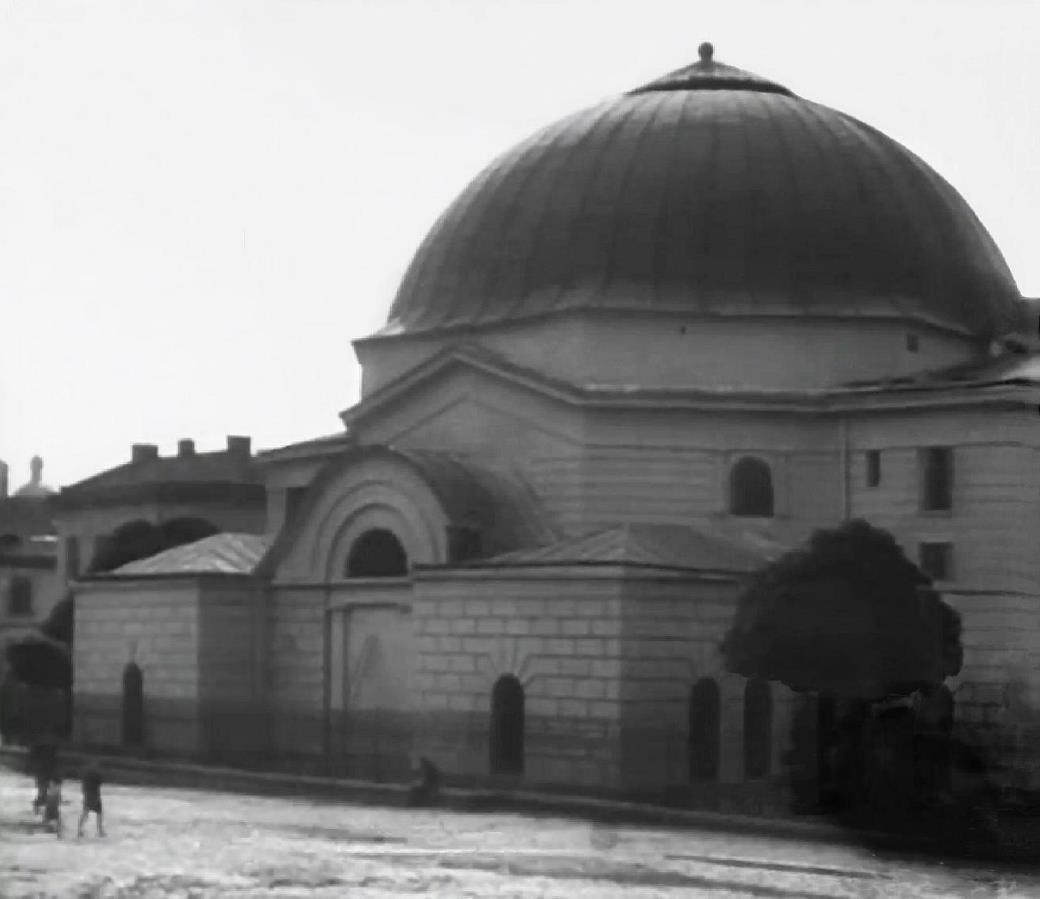
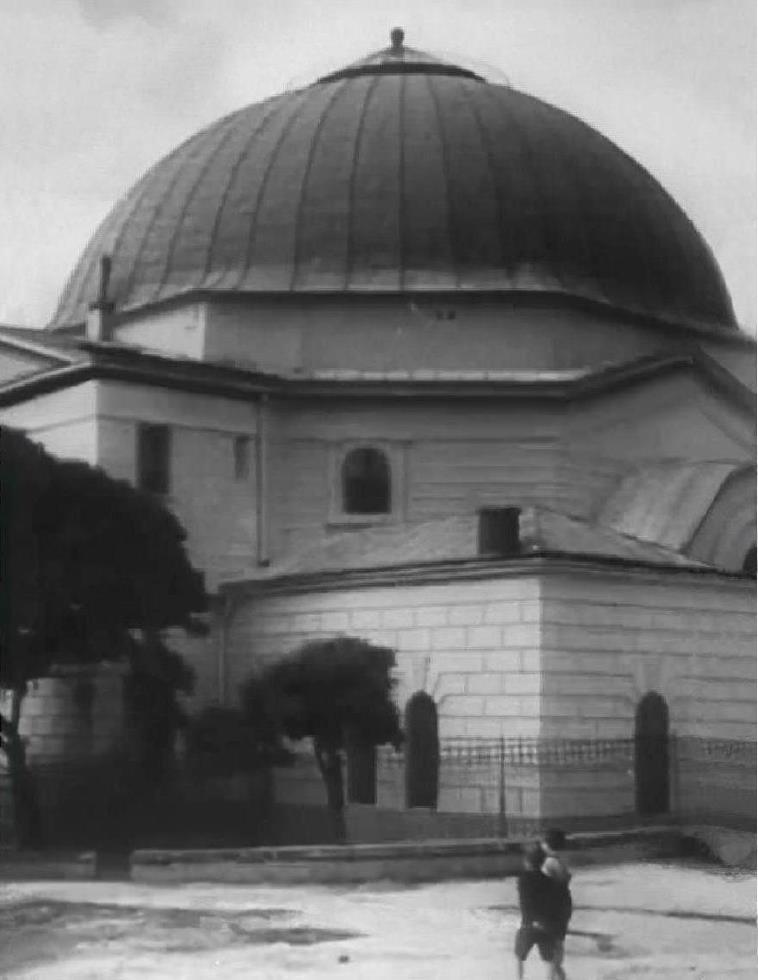
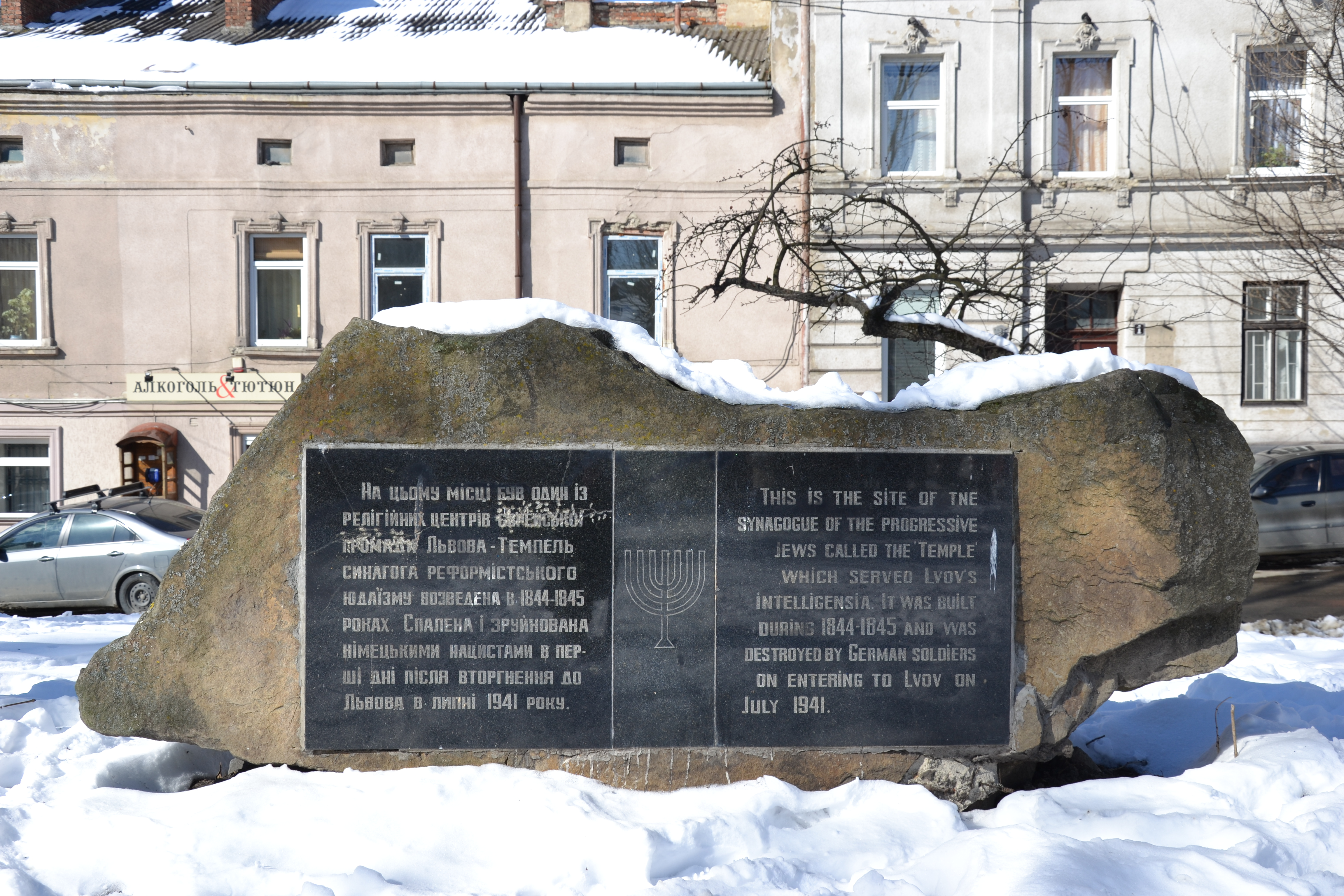
Памятник